# Unenlagiinae
Unenlagiinae — підродина довгомордих паравієвих тероподів. Традиційно їх вважають членами Dromaeosauridae, хоча деякі автори відносять їх до власної родини Unenlagiidae поряд із підродиною Halszkaraptorinae.

## Опис
Найбільше Unenlagiinae було виявлено в Аргентині. Найбільшим був австрораптор, який досягав 5—6 м у довжину, що робить його також одним із найбільших дромеозавридів. Підродина відрізняється від інших дромеозавридів хвостом, укріпленим довгими шевронами та верхніми відростками, зменшеною другою ніжкою нігтя, лобком, спрямованим назад, і дуже витягнутими мордами. Unenlagiinae також мали подовжені, тонкі задні кінцівки з субарктометатарсусною плесновою кісткою, яка характеризується затиснутою III плесновою кісткою у верхньому кінці. Їх відмінна анатомія від лавразійських дромеозавридів, ймовірно, була наслідком розпаду Пангеї на Гондвану та Лавразію, де геологічна ізоляція уненлагіїнів від їхніх родичів призвела до алопатричного видоутворення.

## Палеобіологія
Дослідження, проведене Джанечіні та його колегами у 2020 році, показує, що уненлагіїнові дромеозаври Гондвани мали іншу мисливську спеціалізацію, ніж евдромеозаври з Лавразії. Коротша друга фаланга у другому пальці стопи евдромеозаврів дозволяла створювати збільшену силу цим пальцем, що в поєднанні з коротшою та ширшою плесновою кісткою та помітною шарніроподібною морфологією суглобових поверхонь плеснових кісток і фаланг, можливо, дозволив евдромеозаврам виявляти більшу силу захоплення, ніж уненлагіїни, дозволяючи більш ефективно підкоряти та вбивати велику здобич. Для порівняння, Unenlagiinae мають довший і тонкий субарктометатарсус і менш добре помітні шарнірні суглоби, риса, яка, ймовірно, давала їм більшу здатність до руху та дозволяла розвивати більшу швидкість, ніж евдромеозаври. Крім того, довша друга фаланга другого пальця дозволяла безперервним рухам других пальців ніг для полювання на меншу, швидшу здобич. Ці відмінності в локомоторній і хижацькій спеціалізації, можливо, були ключовою особливістю, яка вплинула на еволюційні шляхи, які сформували обидві групи дромеозаврів у північній і південній півкулях відповідно.